# San Girolamo delle Monache (Nápoly)
A San Girolamo delle Monache templom Nápoly történelmi központjában.

## Története
A templomot 1434-ben alapították. Későbbi története kevésbé ismert. Mai arculatát az 1992-es restaurálás után nyerte el. Jelenleg zárva van talajvíz-szivárgás miatt. A templom homlokzata két szintes, félköríves. A belső egyhajós, dongaboltozattal. A főoltára a 18. században készült márványból, képét Francesco Solimena festette. A templom műkincseinek nagy része az évek során eltűnt.